# Runowo (gmina)
Runowo – dawna gmina wiejska istniejąca w latach 1946–1954 i 1973–1976 w woj. olsztyńskim (dzisiejsze woj. warmińsko-mazurskie). Siedzibą władz gminy było Runowo.
Gmina Runowo powstała po II wojnie światowej na terenie tzw. Ziem Odzyskanych. 28 czerwca 1946 roku jako jednostka administracyjna powiatu lidzbarskiego gmina weszła w skład nowo utworzonego woj. olsztyńskiego. Według stanu z 1 lipca 1952 roku gmina była podzielona na 11 gromad: Babiak, Bugi, Drwęca, Ignalin, Kłusity Wielkie, Łaniewo, Nowa Wieś Wielka, Redy, Runowo, Stabunity i Workiejmy. Gmina została zniesiona 29 września 1954 roku wraz z reformą wprowadzającą gromady w miejsce gmin.
Jednostkę reaktywowano 1 stycznia 1973 roku w tymże powiecie i województwie. 1 czerwca 1975 roku gmina weszła w skład nowo utworzonego (mniejszego) woj. olsztyńskiego. 15 stycznia 1976 roku gmina została zniesiona przez połączenie z dotychczasową gminą Lidzbark Warmiński w nową gminę Lidzbark Warmiński.